# Wilhelm von Hartel

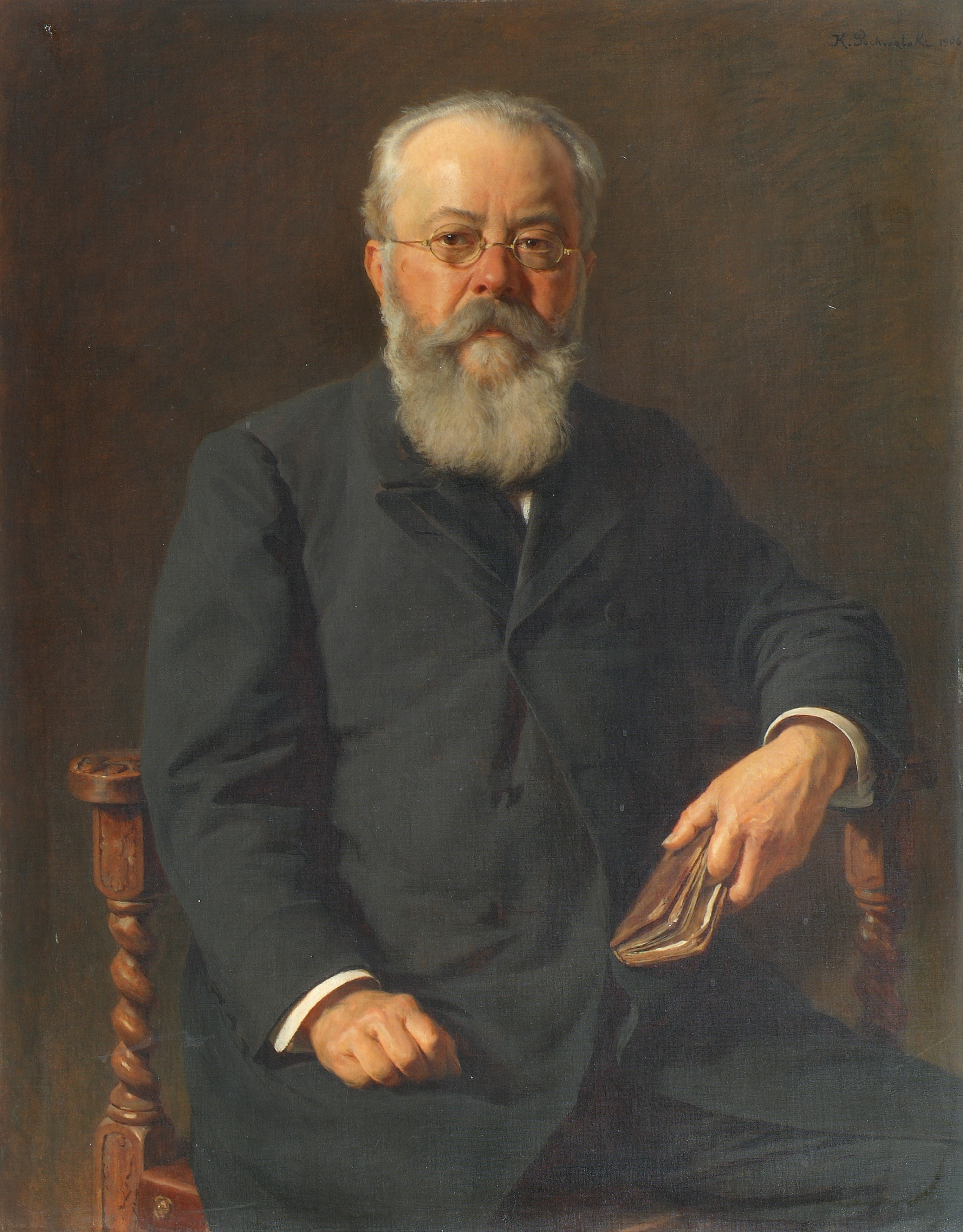
Wilhelm von Hartel, porträtiert von Kasimir Pochwalski (1906)

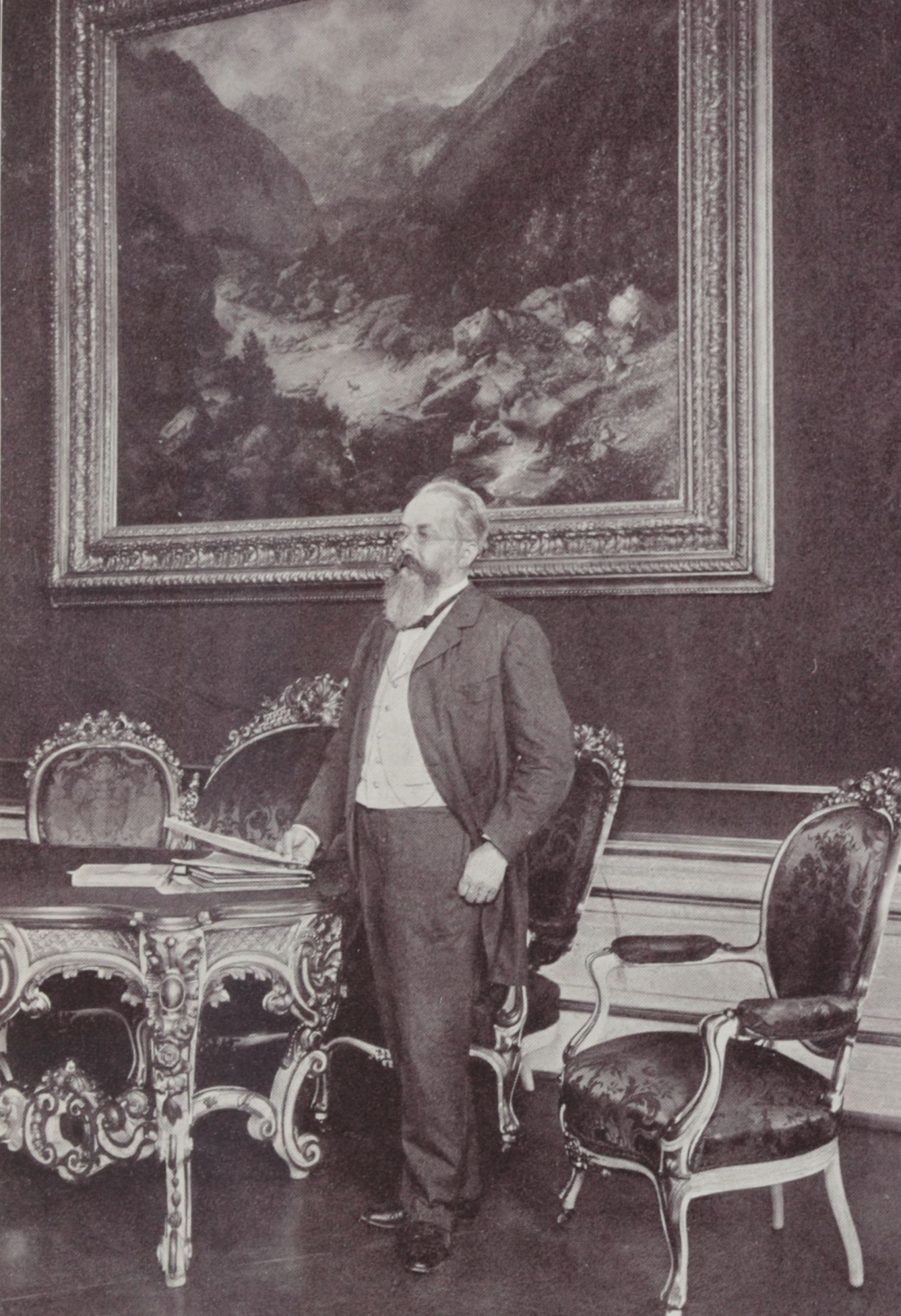
Wilhelm von Hartel, um 1901

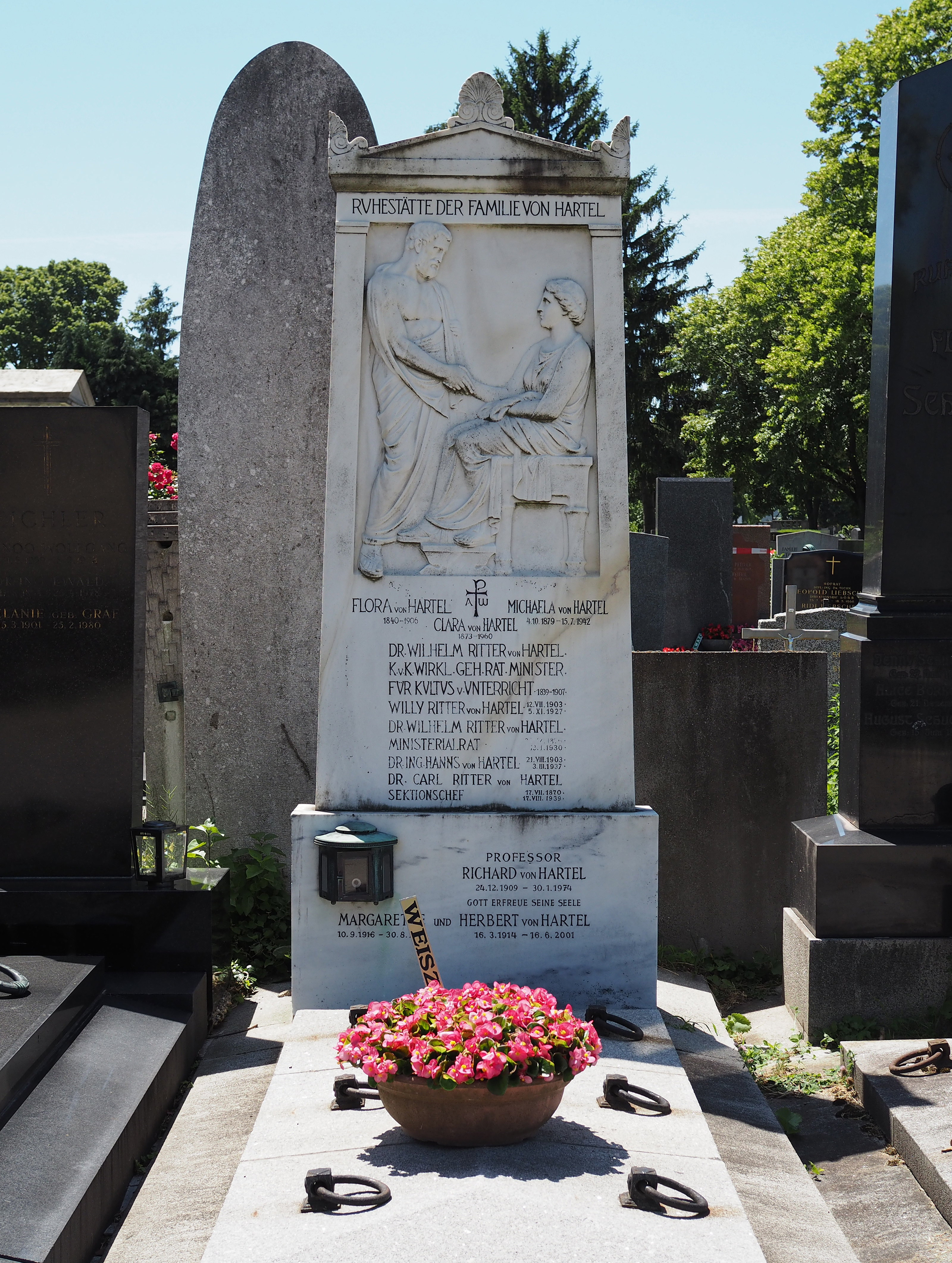
Grab von Wilhelm von Hartel auf dem Hietzinger Friedhof

Wilhelm August Ritter von Hartel (* 28. Mai 1839 in Hof (Mähren); † 14. Jänner 1907 in Wien; in seinen Veröffentlichungen wird häufig auch die latinisierte Namensform Guilelmus de Hartel verwendet) war ein österreichischer Klassischer Philologe und Politiker.

## Leben
Hartel studierte von 1859 bis 1863 in Wien und wurde 1864 zum Dr. phil. promoviert. Während seines Studiums war er 1860 Mitgründer der Burschenschaft Silesia Wien.
Ab 1869 war er außerordentlicher, ab 1872 ordentlicher Professor für Klassische Philologie an der Universität Wien. 1890/91 amtierte er als deren Rektor. Ab 1891 war Hartel Direktor der Hofbibliothek Wien. Ebenfalls 1891 wurde er zum Ehrenbürger seiner Heimatgemeinde Hof in Mähren. Von 1900 bis 1905 war Hartel Minister für Kultus und Unterricht; bleibendes Verdienst erwarb er sich vor allem durch die Neuorganisation des Unterrichtes für Mädchen (Schaffung des sechsklassigen Mädchenlyzeums). Als Minister galt Hartel als „liberaler“ Politiker, der sich unter anderem für die von der Wiener Secession vertretene moderne Kunst einsetzte. Der Wiener Publizist Karl Kraus bekämpfte ihn in seiner Zeitschrift Die Fackel jedoch als „reaktionären Philologen“ und als „Universitätsverderber“. 1882 wurde er in den Ritterstand erhoben. Nach seinem Ableben wurde Hartel auf dem Hietzinger Friedhof bestattet. 
Als Philologe erwarb sich Hartel besondere Verdienste durch kritische wissenschaftliche Editionen klassischer Texte, etwa im Rahmen des Corpus Scriptorum Ecclesiasticorum Latinorum (CSEL). 1879 begründete er mit Karl Schenkl die noch heute existierende altphilologische Zeitschrift Wiener Studien. Die Göttinger Gesellschaft der Wissenschaften ernannte ihn 1901 zum Ehrenmitglied. Ab 1893 war er korrespondierendes Mitglied der Preußischen Akademie der Wissenschaften.

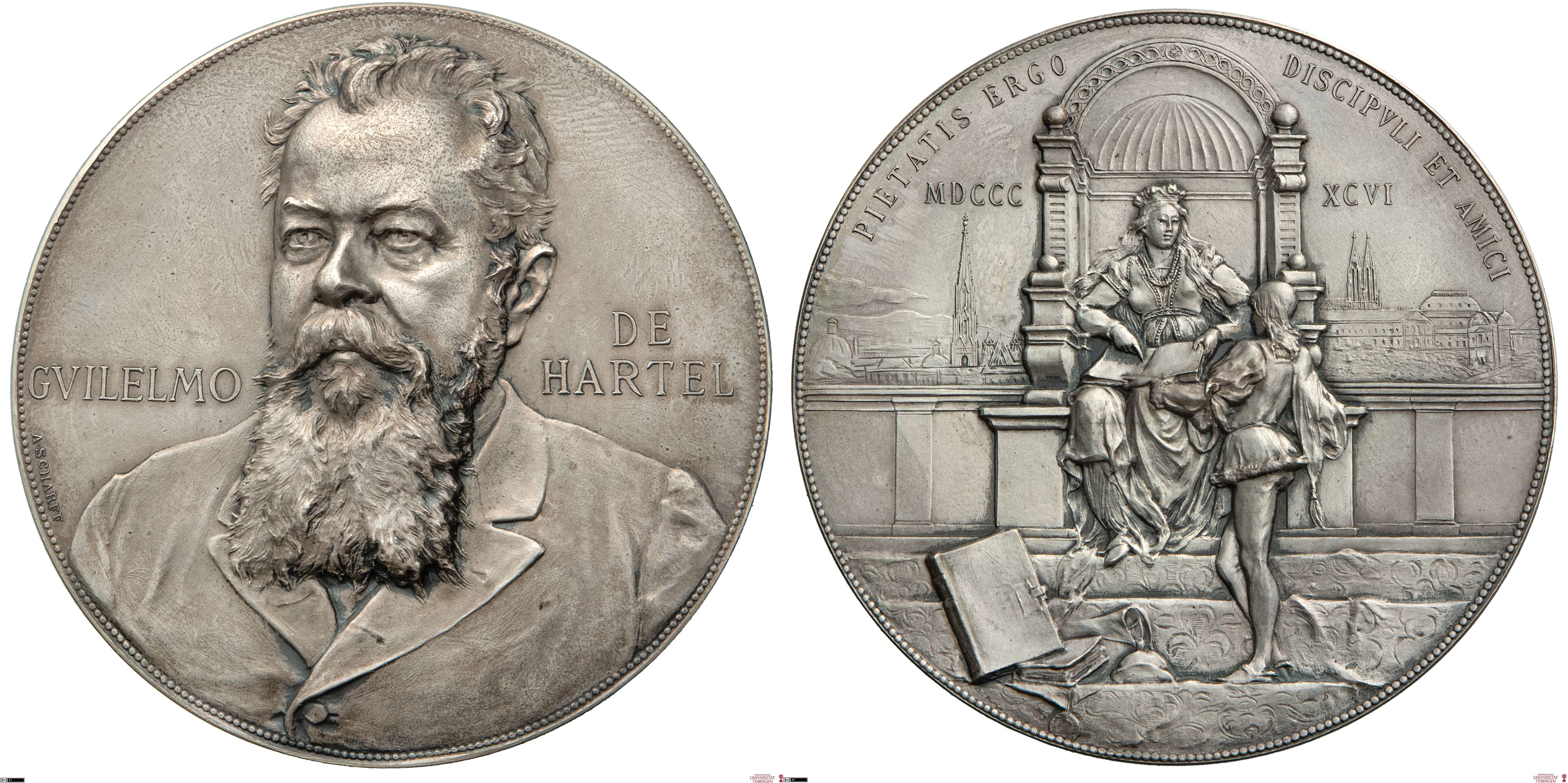
Medaille Wilhelm von Hartel 1896

1896 wurde Wilhelm von Hartel eine Medaille anlässlich seines 30-jährigen Dienstjubiläums an der Universität Wien gewidmet. Unter den Stiftern, die die Legende der Rückseite unter Freunden und Schülern summiert, finden sich Eugen Bormann, Otto Benndorf und Theodor Gomperz. Der Revers zeigt eine Belehrungsszene mit Bezug auf ein Gemälde des italienischen Renaissancemalers Melozzo da Forlì und ein Panorama der Stadt Wien im Hintergrund. Offensichtlich kombiniert die Rückseite dieser Medaille Hartels Arbeit im und für das Bildungswesen mit seiner Wirkungsstätte in einem Sinnbild. Neben einem Exemplar der Medaille in Gold wurde Wilhelm von Hartel eine Porträtbüste von Georg Leisek gestiftet.
Die Österreichische Akademie der Wissenschaften vergibt seit 1957 den nach ihm benannten Wilhelm-Hartel-Preis für wissenschaftliche Leistungen im philosophisch-historischen Bereich.
Porträtbüste Wilhelm von Hartel

Link zum Bild

## Schriften
- Homerische Studien. 3 Bände. Vahlen, Berlin 1871–1874. (2. Auflage 1873) 
  - Band 1: (Digitalisat Band 1, 2. Aufl.)
  - Band 2:
  - Band 3: (Digitalisat Band 3)
- Demosthenische Studien. 2 Bände. Gerold, Wien 1877–1878. (Digitalisat Band 1), (Band 2)
- Studien über attisches Staatsrecht und Urkundenwesen (1878)

Editionen antiker Autoren
Für das Corpus Scriptorum Ecclesiasticorum Latinorum (Wiener Akademie der Wissenschaften):
- Eutropius: Breviarium ab urbe condita (1872)
- Cyprian: Opera omnia (3 Bde., 1868–1871)
- Ennodius: Opera omnia (1882)
- Lucifer von Calaris: Opuscula (1886)